# Techiman
Techiman est une ville du Ghana, située dans le District municipal de Techiman au centre du pays, dans la Région de Brong Ahafo.
Sa population était de 79,547 habitants en 2007, et est estimée à 104 213 habitants en 2013.
Probablement fondé lors des premières vagues de colonisation de la forêt guinéenne de l'Ouest africain entre le VIIe et XIVe siècles, elle est considérée comme l'un des berceau culturel et cosmogonique des Akans.